# Marguerite Béclard d'Harcourt
Marguerite Béclard d'Harcourt, née Marguerite Béclard le 24 février 1884 à Paris 6e et morte le 2 août 1964 à Paris 10e, est une compositrice et musicologue française.

## Biographie
Son père, Jules Béclard, est doyen de la Faculté de Médecine et officier de la Légion d'honneur. En 1908, elle épouse Raoul d'Harcourt.
Elle fait ses études à la Schola Cantorum de Paris auprès d'Abel Decaux, Vincent d'Indy et Maurice Emmanuel. À l'exemple d'Emmanuel, elle utilise les ressources du langage modal et orchestre le Poème du Rhône, œuvre posthume d'Emmanuel, ainsi que le Mariage de Moussorgski,.
Ses travaux en musicologie concernent la musique péruvienne des Incas et le folklore franco-canadien.

## Œuvres
- 50 Mélodies populaires indiennes, 1923
- Raïmi, ou la Fête du soleil, ballet, 1926
- La flûte de Jade, mélodies 1929
- 3 Sonnets de la Renaissance, 1930
- Quatuor à cordes, 1930
- Trois mouvements symphoniques, 1932
- Les Enfants dans l'enclos, mélodies, 1934-1935
- 24 Chansons populaires du Vieux Québec, 1936
- Sonate à trois, 1938
- Dierdane, drame lyrique, 1937-1941
- Sonatine, pour flûte et piano, 1946
- 2e symphonie « Les Saisons », 1951-1952

### Écrits
- La Musique des Incas et ses survivances, Paris, P. Geuthner, 1925En collaboration avec Raoul d'Harcourt
- Chansons populaires françaises du Canada : leur langue musicale, Paris, PUF, 1956En collaboration avec Raoul d'Harcourt
- Maurice Ravel, L'intégrale : Correspondance (1895-1937), écrits et entretiens : édition établie, présentée et annotée par Manuel Cornejo, Paris, Le Passeur Éditeur, 2018, 1769 p. (ISBN 978-2-36890-577-7 et 2-36890-577-4, BNF 45607052)Contient 1 correspondance à Maurice Ravel de 1933 (n°2461)